# Cannula da travaso

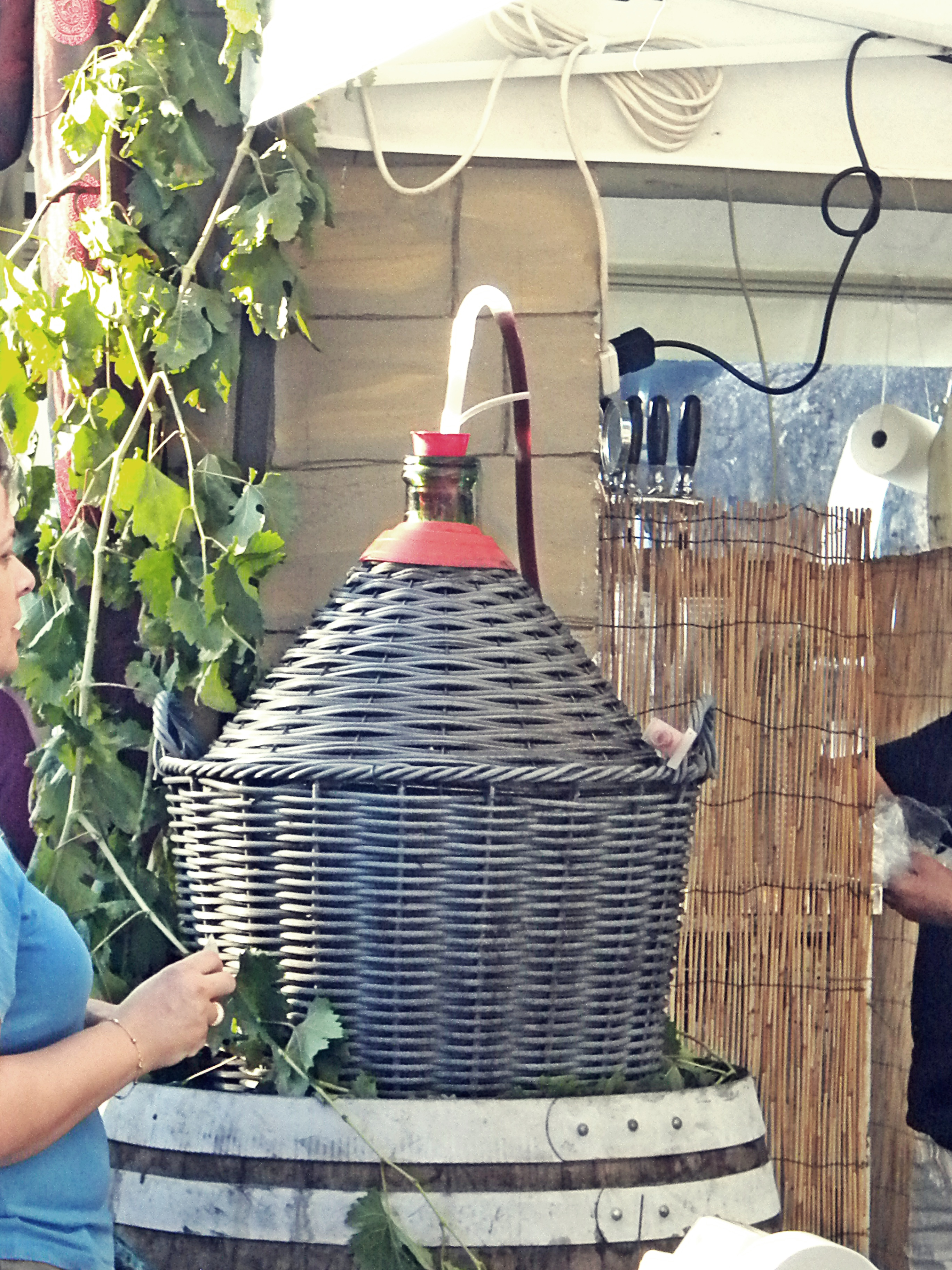
Una cannula da travaso in una damigiana.

La cannula da travaso è un tubo di gomma o in materiale plastico, utilizzato per travasare liquidi da un recipiente ad un altro posto più in basso. Si usa per esempio durante il processo di travaso del vino nell'imbottigliamento casalingo.
In alcuni casi si distingue tra la cannula aspiratrice (o succhiarolo)  e la canna a sifone.
Per avviare il travaso del liquido occorre posizionare una delle estremità del tubo nel recipiente contenente il liquido da travasare, poi risucchiare con una certa energia dall'altra estremità del tubo e, all'arrivo del liquido nella bocca, porre il tubo nel recipiente da riempire, a volte con l'aiuto di un imbuto. Se il recipiente di destinazione si trova più in basso di quello di origine, il liquido fluirà ininterrottamente per gravità fino al riempimento del recipiente stesso. Sistemi più moderni prevedono l'uso di una pompa elettrica per il risucchio del liquido.
È usato prevalentemente nel travaso di vini, benzina od olii.
In area genovese è detto cantabrina o cantabruna, italianizzazioni del termine in dialetto genovese cantabrunna.
.
In Toscana era presente anche una piccola vasca con 6 tubi per infiascare in contemporanea 6 fiaschi. 

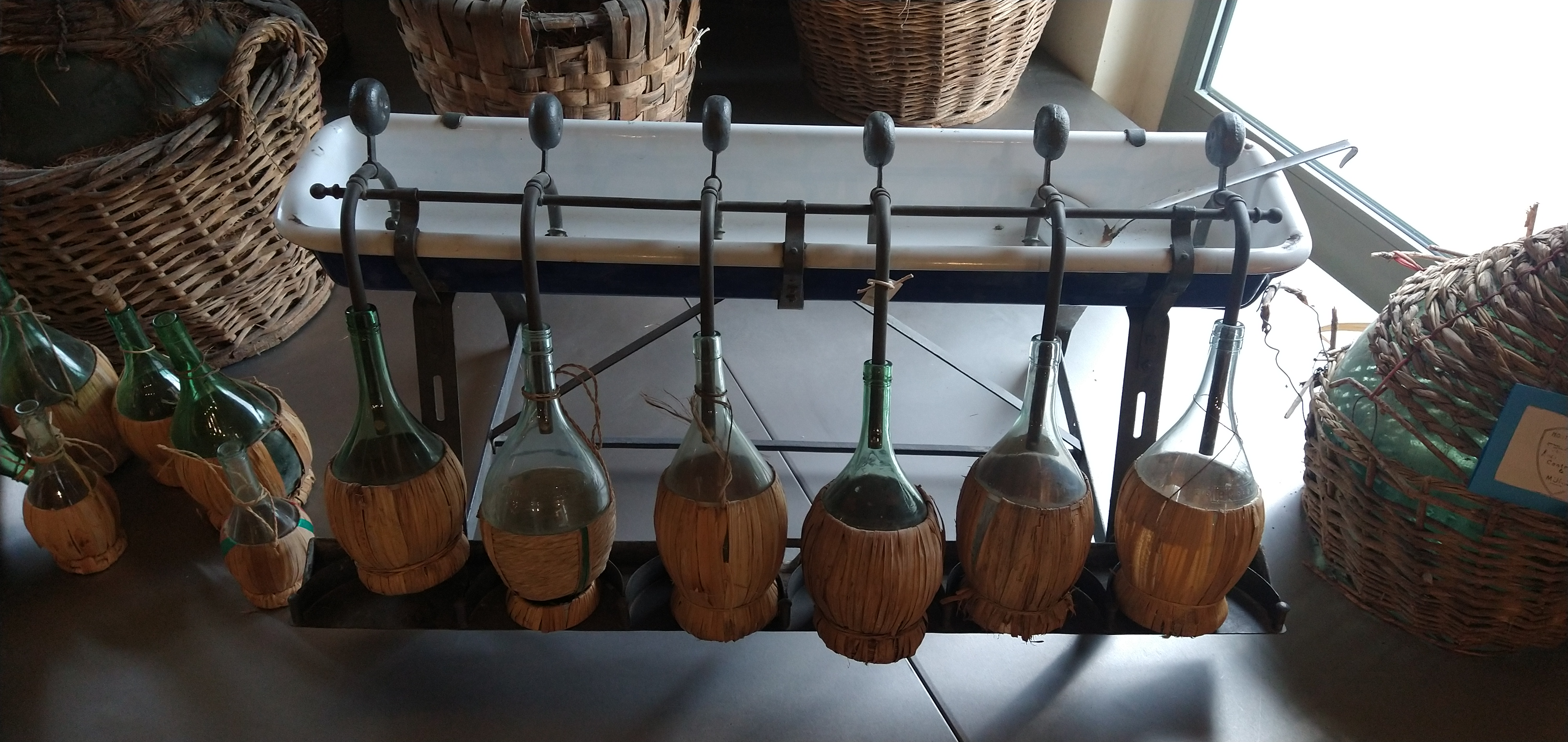
vasca per imbottigliare